# Yaho Kitabatake
Yaho Kitabatake (北畠 八穂, Kitabatake Yaho), née le 5 octobre 1903 et morte le 18 mars 1982, est une poétesse et auteur de livre pour enfants de l'ère Shōwa  du Japon.

## Jeunesse
Kitabatake Yaho naît à Aomori, préfecture d'Aomori, sixième d'une famille de 10 enfants. Elle commence à écrire à l'école secondaire et remporte de nombreux prix pour de courts articles soumis à des revues féminines. Après avoir obtenu son diplôme d'études secondaires, elle s'installe à Tokyo et fréquente l'université Jissen pour femmes, mais est contrainte de la quitter pour cause de maladie (tuberculose spondylarthrite) après environ 18 mois. Elle retourne à Aomori et trouve un emploi comme enseignante suppléante en 1924 mais continue à lutter contre sa maladie. En 1926, elle publie ses premiers travaux dans la revue littéraire Kaizō. À cette époque, elle rencontre l'écrivain Kyūya Fukada avec qui elle commence à vivre.
En 1929, elle retourne à Tokyo en sa compagnie et vit d'abord à Abiko dans la préfecture de Chiba puis dans le quartier Honjo de l'arrondissement de Sumida-ku à Tokyo. Bien qu'ils vivent ensemble comme mari et femme, Fukada n'enregistre jamais officiellement le mariage au bureau de la ville en raison de la forte opposition de sa famille relativement à la faible santé de son épouse.
Yaho Kitabatake continue d'écrire, mais comme son écriture est affectée de son fort accent de la région de Tohoku et de son manque d'éducation supérieure, elle s'en remet à Fukada pour mettre ses œuvres en forme. Fukada publie les ouvrages sous son propre nom et connaît bientôt la célébrité et l'admiration comme brillant nouvel auteur, sans parler des droits d'auteur des œuvres. Cependant, les critiques littéraires Kobayashi Hideo et Kawabata Yasunari se rendent finalement compte qu'Asunarao et Orokko pas Musume, le précédent ouvrage de Fukada, ne sont pas du tout de la plume de Fukada mais ont été relus et corrigés ou plagiés des écrits de Yaho Kitabatake. Le scandale met presque fin à la crédibilité de Fukada en tant qu'écrivain.
En mars 1940, Fukada épouse officiellement Kitabatake. Toutefois, en mai 1941, Fukada retrouve son premier amour, Koba Shigeko (fille de Mitsuo Nakamura) à l'occasion d'une rencontre fortuite et en août 1942 Shigeko donne naissance à un enfant illégitime. Yaho Kitabatake découvre bientôt l'affaire et Fukada demande à être immédiatement enrôlé dans l'Armée impériale japonaise plutôt que de retourner chez lui. Fukuda est ensuite envoyé sur le front chinois.

## Carrière littéraire
En 1947, Yaho Kitabatake divorce officiellement de Fukada. Elle a déjà publié son premier conte pour enfants dans un magazine intitulé Ginga (« Galaxie ») en 1946. L'histoire est celle d'enfants sensibles et résistants qui souffrent de la perte de leurs parents, frères et sœurs pendant la guerre. Elle est suivie de Jiro Buchin Nikki, d'abord publié en feuilleton dans Ginga de janvier à décembre 1947, puis publié sous forme de livre l'année suivante par l'éditeur Shinchosha. L'histoire raconte la vie de Jiro et de sa sœur cadette (surnommée Buchin) rapatriés des îles du pacifique sous mandat japonais, qui arrivent dans un village de la région de Tōhoku du nord du Japon. Bien que séparés de leurs parents et de leur frère aîné qui leur manque beaucoup, ils sont réconfortés et encouragés par les braves gens de la campagne.
En 1948, Yaho Kitabatake se met en ménage avec l'auteur et critique littéraire Shiroyanagi Yoshihiko (1921–1992) de près de 20 ans son cadet. Ils vivent ensemble à Kamakura jusqu'à son décès d'une jaunisse à l'âge de 78 ans.

## Source de la traduction
- (en) Cet article est partiellement ou en totalité issu de l’article de Wikipédia en anglais intitulé « Yaho Kitabatake » (voir la liste des auteurs).
- Notices d'autorité :   - VIAF
  - ISNI
  - LCCN
  - Japon
  - CiNii
  - WorldCat